# Trichotosia
Trichotosia es un género que tiene 80 especies de orquídeas, de la tribu Podochileae de la familia (Orchidaceae). 

## Taxonomía
El género fue descrito por Carl Ludwig Blume y publicado en Bijdragen tot de flora van Nederlandsch Indië 7: 342. 1825.

## Especies deTrichotosia
- Trichotosia annulata Blume, Bijdr.: 343 (1825)
- Trichotosia aporina (Hook.f.) Kraenzl. in H.G.A.Engler (ed.), Pflanzenr., IV, 50(50): 150 (1911)
- Trichotosia atroferruginea (Schltr.) P.F.Hunt, Kew Bull. 24: 92 (1970)
- Trichotosia aurea (Ridl.) Carr, Gard. Bull. Straits Settlem. 8: 99 (1935)
- Trichotosia aureovestita J.J.Wood, Malesian Orchid J. 10: 97 (2012)
- Trichotosia barbarossa (Rchb.f.) Kraenzl. in H.G.A.Engler (ed.), Pflanzenr., IV, 50(50): 143 (1911)
- Trichotosia brachiata (J.J.Sm.) P.F.Hunt, Kew Bull. 26: 179 (1971)
- Trichotosia brachybotrya (Schltr.) W.Kittr., Bot. Mus. Leafl. 30: 98 (1984 publ. 1985)
- Trichotosia bracteata (Schltr.) P.F.Hunt, Kew Bull. 24: 92 (1970)
- Trichotosia breviflora (Schltr.) Kraenzl. in H.G.A.Engler (ed.), Pflanzenr., IV, 50(50): 154 (1911)
- Trichotosia brevipedunculata (Ames & C.Schweinf.) J.J.Wood in J.J.Wood & al., Pl. Mt. Kinabalu 2: 333 (1993)
- Trichotosia brevirachis (J.J.Sm.) J.J.Wood in J.J.Wood & P.J.Cribb, Check-list Orchids Borneo: 222 (1994)
- Trichotosia buruensis (J.J.Sm.) S.Thomas, Schuit. & de Vogel, Lindleyana 17: 57 (2002)
- Trichotosia calvescens Ridl., Bull. Misc. Inform. Kew 1926: 85 (1926)
- Trichotosia canaliculata (Blume) Kraenzl. in H.G.A.Engler (ed.), Pflanzenr., IV, 50(50): 155 (1911)
- Trichotosia collina (Schltr.) P.F.Hunt, Kew Bull. 24: 92 (1970)
- Trichotosia conifera (J.J.Sm.) J.J.Wood in J.J.Wood & P.J.Cribb, Check-list Orchids Borneo: 222 (1994)
- Trichotosia dalatensis (Gagnep.) Seidenf., Opera Bot. 62: 15 (1982)
- Trichotosia dasyphylla (C.S.P.Parish & Rchb.f.) Kraenzl. in H.G.A.Engler (ed.), Pflanzenr., IV, 50(50): 138 (1911)
- Trichotosia dongfangensis X.H.Jin & L.P.Siu, Ann. Bot. Fenn. 41: 465 (2004)
- Trichotosia ediensis (J.J.Sm.) P.F.Hunt, Kew Bull. 26: 279 (1971)
- Trichotosia ferox Blume, Bijdr.: 342 (1825)
- Trichotosia flexuosa (J.J.Sm.) P.F.Hunt, Kew Bull. 26: 179 (1971)
- Trichotosia fractiflexa (Schltr.) P.F.Hunt, Kew Bull. 26: 279 (1971)
- Trichotosia fusca (Blume) Kraenzl. in H.G.A.Engler (ed.), Pflanzenr., IV, 50(50): 145 (1911)
- Trichotosia gautierensis (J.J.Sm.) P.F.Hunt, Kew Bull. 26: 179 (1971)
- Trichotosia gjellerupii W.Kittr., Bot. Mus. Leafl. 30: 98 (1984 publ. 1985)
- Trichotosia glabrifolia (J.J.Sm.) S.Thomas, Schuit. & de Vogel, Lindleyana 17: 57 (2002)
- Trichotosia gowana (Schltr.) S.Thomas, Schuit. & de Vogel, Lindleyana 17: 57 (2002)
- Trichotosia gracilis (Hook.f.) Kraenzl. in H.G.A.Engler (ed.), Pflanzenr., IV, 50(50): 143 (1911)
- Trichotosia hapalostachys (Schltr.) W.Kittr., Bot. Mus. Leafl. 30: 98 (1984 publ. 1985)
- Trichotosia hirsutipetala (Ames) Schuit. & de Vogel, Blumea 48: 513 (2003)
- Trichotosia hispidissima (Ridl.) Kraenzl. in H.G.A.Engler (ed.), Pflanzenr., IV, 50(50): 136 (1911)
- Trichotosia hypophaea (Schltr.) P.F.Hunt, Kew Bull. 26: 179 (1971)
- Trichotosia indragiriensis (Schltr.) Kraenzl. in H.G.A.Engler (ed.), Pflanzenr., IV, 50(50): 144 (1911)
- Trichotosia integra Ridl., J. Fed. Malay States Mus. 8(4): 104 (1917)
- Trichotosia iodantha (Schltr.) P.F.Hunt, Kew Bull. 24: 92 (1970)
- Trichotosia jejuna (J.J.Sm.) J.J.Wood in J.J.Wood & P.J.Cribb, Check-list Orchids Borneo: 223 (1994)
- Trichotosia katherinae (A.D.Hawkes) P.F.Hunt, Kew Bull. 26: 280 (1971)
- Trichotosia klabatensis (Schltr.) Kraenzl. in H.G.A.Engler (ed.), Pflanzenr., IV, 50(50): 145 (1911)
- Trichotosia lacinulata (J.J.Sm.) Carr, Gard. Bull. Straits Settlem. 8: 101 (1935)
- Trichotosia lagunensis (Ames) Schuit. & de Vogel, Blumea 48: 513 (2003)
- Trichotosia latifolia (Blume) Seidenf., Opera Bot. 62: 72 (1982)
- Trichotosia latifrons (J.J.Sm.) P.F.Hunt, Kew Bull. 26: 180 (1971)
- Trichotosia lawiensis (J.J.Sm.) J.J.Wood in J.J.Wood & P.J.Cribb, Check-list Orchids Borneo: 223 (1994)
- Trichotosia leytensis (Ames) Schuit. & de Vogel, Blumea 48: 513 (2003)
- Trichotosia longissima Kraenzl., Bot. Jahrb. Syst. 44(101): 23 (1910)
- Trichotosia malleimentum (J.J.Sm.) S.Thomas, Schuit. & de Vogel, Lindleyana 17: 58 (2002)
- Trichotosia mansfeldiana (J.J.Sm.) P.F.Hunt, Kew Bull. 26: 180 (1971)
- Trichotosia mcgregorii (Ames) Schuit. & de Vogel, Blumea 48: 513 (2003)
- Trichotosia microbambusa Kraenzl., Bot. Jahrb. Syst. 44(101): 22 (1910)
- Trichotosia microphylla Blume, Bijdr.: 343 (1825)
- Trichotosia mollicaulis (Ames & C.Schweinf.) J.J.Wood in J.J.Wood & al., Pl. Mt. Kinabalu 2: 335 (1993)
- Trichotosia molliflora (Schltr.) P.F.Hunt, Kew Bull. 26: 180 (1971)
- Trichotosia mollis (Schltr.) Kraenzl. in H.G.A.Engler (ed.), Pflanzenr., IV, 50(50): 147 (1911)
- Trichotosia odoardii Kraenzl., Bot. Jahrb. Syst. 44(101): 21 (1910)
- Trichotosia oreodoxa (Schltr.) P.F.Hunt, Kew Bull. 24: 93 (1970)
- Trichotosia paludosa (J.J.Sm.) Kraenzl. in H.G.A.Engler (ed.), Pflanzenr., IV, 50(50): 154 (1911)
- Trichotosia pauciflora Blume, Bijdr.: 343 (1825)
- Trichotosia pensilis (Ridl.) Kraenzl. in H.G.A.Engler (ed.), Pflanzenr., IV, 50(50): 146 (1911)
- Trichotosia phaeotricha (Schltr.) Kraenzl. in H.G.A.Engler (ed.), Pflanzenr., IV, 50(50): 144 (1911)
- Trichotosia pilosissima (Rolfe) J.J.Wood in J.J.Wood & al., Pl. Mt. Kinabalu 2: 336 (1993)
- Trichotosia poculata (Ridl.) Kraenzl. in H.G.A.Engler (ed.), Pflanzenr., IV, 50(50): 142 (1911)
- Trichotosia pulvinata (Lindl.) Kraenzl. in H.G.A.Engler (ed.), Pflanzenr., IV, 50(50): 138 (1911)
- Trichotosia rotundifolia (Ridl.) Kraenzl. in H.G.A.Engler (ed.), Pflanzenr., IV, 50(50): 144 (1911)
- Trichotosia rubiginosa (Blume) Kraenzl. in H.G.A.Engler (ed.), Pflanzenr., IV, 50(50): 155 (1911)
- Trichotosia rufa (Schltr.) P.F.Hunt, Kew Bull. 24: 92 (1970)
- Trichotosia salicifolia J.J.Wood, Malesian Orchid J. 10: 101 (2012)
- Trichotosia sarawakensis Carr, Gard. Bull. Straits Settlem. 8: 100 (1935)
- Trichotosia spathulata (J.J.Sm.) Kraenzl. in H.G.A.Engler (ed.), Pflanzenr., IV, 50(50): 140 (1911)
- Trichotosia subsessilis (Schltr.) P.F.Hunt, Kew Bull. 26: 180 (1971)
- Trichotosia teysmannii (J.J.Sm.) Kraenzl. in H.G.A.Engler (ed.), Pflanzenr., IV, 50(50): 145 (1911)
- Trichotosia thomsenii (J.J.Sm.) P.F.Hunt, Kew Bull. 26: 180 (1971)
- Trichotosia unguiculata (J.J.Sm.) Kraenzl. in H.G.A.Engler (ed.), Pflanzenr., IV, 50(50): 147 (1911)
- Trichotosia uniflora (J.J.Wood) Schuit. & J.J.Wood, Orchids Sarawak: 428 (2001)
- Trichotosia vanikorensis (Ames) P.J.Cribb & B.A.Lewis, Orchids Solomon Is.: 117 (1991)
- Trichotosia velutina (Lodd. ex Lindl.) Kraenzl. in H.G.A.Engler (ed.), Pflanzenr., IV, 50(50): 140 (1911)
- Trichotosia vestita (Wall. ex Lindl.) Kraenzl. in H.G.A.Engler (ed.), Pflanzenr., IV, 50(50): 151 (1911)
- Trichotosia vulpina (Rchb.f.) Kraenzl. in H.G.A.Engler (ed.), Pflanzenr., IV, 50(50): 141 (1911)
- Trichotosia xanthotricha (Schltr.) Kraenzl. in H.G.A.Engler (ed.), Pflanzenr., IV, 50(50): 149 (1911)